# NGC 639
NGC 639 је спирална галаксија у сазвежђу Вајар која се налази на NGC листи објеката дубоког неба.
Деклинација објекта је - 29° 55' 30" а ректасцензија 1h 38m 59,1s. Привидна величина (магнитуда) објекта NGC 639 износи 13,8 а фотографска магнитуда 14,7. NGC 639 је још познат и под ознакама ESO 413-13, MCG -5-5-2, IRAS 01367-3010, PGC 6105.